# Японский бурый медведь
Японский бурый медведь, или уссурийский бурый медведь, или чёрный гризли (лат. Ursus arctos lasiotus), — подвид бурого медведя. Один из самых крупных бурых медведей. 

## Описание
Японский бурый  медведь похож на камчатского бурого медведя, имеет более вытянутый череп, менее приподнятый лоб, более длинные носовые кости и менее отделенные скуловые дуги. Цвет шерсти несколько темнее, некоторые особи полностью черные. Это однажды привело к опровергнутому предположению, что черные особи были гибридами бурых медведей и азиатских черных медведей. Взрослые самцы имеют черепа длиной 38,7 см (15,2 дюйма) и шириной 23,5 см (9,3 дюйма). Могут достигать бо́льших размеров, чем их камчатские коллеги: самый большой череп, измеренный Сергеем Огнью (1931), был немногим меньше, чем у самого большого медведя Кадьяка (самый большой подвид бурых медведей) из зарегистрированных в то время.
На полуострове Сиретоко, особенно в районе под названием «Баня», многие самки с детёнышами часто подходят к рыбакам и проводят время рядом с людьми. Это уникальное поведение впервые было отмечено более полувека назад. Причем такие явления не привели к жертвам и несчастным случаям. Предполагается, что самки берут детенышей и приближаются к рыбакам, чтобы избежать встречи с агрессивными взрослыми самцами.
Хотя диета японского (уссурийского) бурого медведя, в основном, растительного происхождения, будучи самым крупным хищником, он способен убить любую добычу.
В Сихотэ-Алине японские (уссурийские) бурые медведи устраивают логово, в основном, в норах, вырытых на склонах холмов, хотя в редких случаях они могут отсиживаться в скальных породах или строить наземные убежища. Японские бурые медведи редко встречают своих соседей, уссурийских черных медведей, так как последние в основном обитают на более высоких отметках и на более крутых склонах. Изредка японские бурые медведи могут напасть на своих меньших сородичей.
Весной в центральной части Сахалина бурые медведи питаются прошлогодней красной черникой, муравьями и мелкими насекомыми, а в конце сезона концентрируются на побегах и корневищах высоких трав. В южной части острова весной они поедают черемшу, корни трав, насекомых, молодые ветки, выбросившуюся на берег во время нереста мойву. Весной в Сихотэ-Алине питаются желудями, маньчжурскими грецкими орехами и семенами кедрового ореха. Во времена нехватки пищи поедают муравьев, личинок, корни лилии. В начале лета медведи снимают кору с елей, покрытых белой корой, и питаются камбием и соком. Также они едят ягоды жимолости, тиса, амурского винограда и облепихи. На юге Сахалина их летняя диета состоит из смородины и черноплодной рябины. В нерестовый период рыба (лосось) может составлять до 28% их рациона.
На острове Хоккайдо бурый медведь питается мелкими и крупными млекопитающими, рыбой, птицами и насекомыми, такими как муравьи. Недавние увеличения в размерах и весе, достигающие 400 кг или, возможно, до 450 кг до 550 кг, в основном вызваны питанием зерновыми.
Известны случаи встреч двух самых крупных хищников Дальнего Востока, японского (уссурийского) бурого медведя и уссурийского тигра. Задокументировано порядка 44-х случаев столкновений этих животных. Примерно в 50% случаев победителем выходил тигр, медведь погибал, в 27,3% погибал тигр, в остальных случаях конфликт завершался без явного победителя. При этом надо учитывать тот факт, что тактика нападения и обороны у тигра и медведя различаются, так же как и их физические данные. С крупным бурым медведем не справится даже уссурийский тигр, поэтому говорить в данном случае о тотальном превосходстве тигра некорректно. В то же время медведи, как правило, избегают пересечений с тигром и меняют свой путь после того, как нападают на их след.